# Susanne Lana
Susanne Lana (født Susan Lona Pedersen den 4. april 1946) er en dansk dansktop-sangerinde. Lana havde store succeser på Dansktoppen i 1970'erne, blandt andet med "Hvis tårer var guld" (1971) og "Søde sommerminder" (1972). "Hvis tårer var guld" var årets mest populære sang på Dansktoppen i 1971, hvor den tilbragte 21 uger. Sangen blev oprindeligt udgivet af Agnetha Fältskog under titlen "Om tårar vore guld" i 1970. Sammen med den norske producer Arne Bendiksen, oversatte Susanne Lana teksten til dansk, men fordi hun ikke anmeldte sangen til Koda er hun ifølge eget udsagt gået glip af "flere hundrede tusinde kroner", for de gange sangen er blevet spillet live eller i radioen.
Den 9. juli 1986 blev hun overfaldet af sin daværende kæreste på et værtshus i København. Kæresten skar Susanne Lana ansigtet med et smadret ølglas, og hun måtte efterfølgende syes sammen med 56 sting. Kæresten blev idømt to års fængsel for vold.
Med mellemrum dukker der stadig en ny plade op med Lana, men uden samme gennemslagskraft som tidligere.[kilde mangler] Dog har hun i foråret 2007 hittet med sangen "Fremmed i min By", en sang skrevet af hendes afdøde veninde Elisabeth Edberg. På scenen er populariteten dog uforandret.[kilde mangler]